# Église Saint-Jean-Baptiste de Lagupie
L'église Saint-Jean-Baptiste est une église catholique, située à Lagupie, en France

## Localisation
L'église est située dans le département français de Lot-et-Garonne à Lagupie.

## Historique

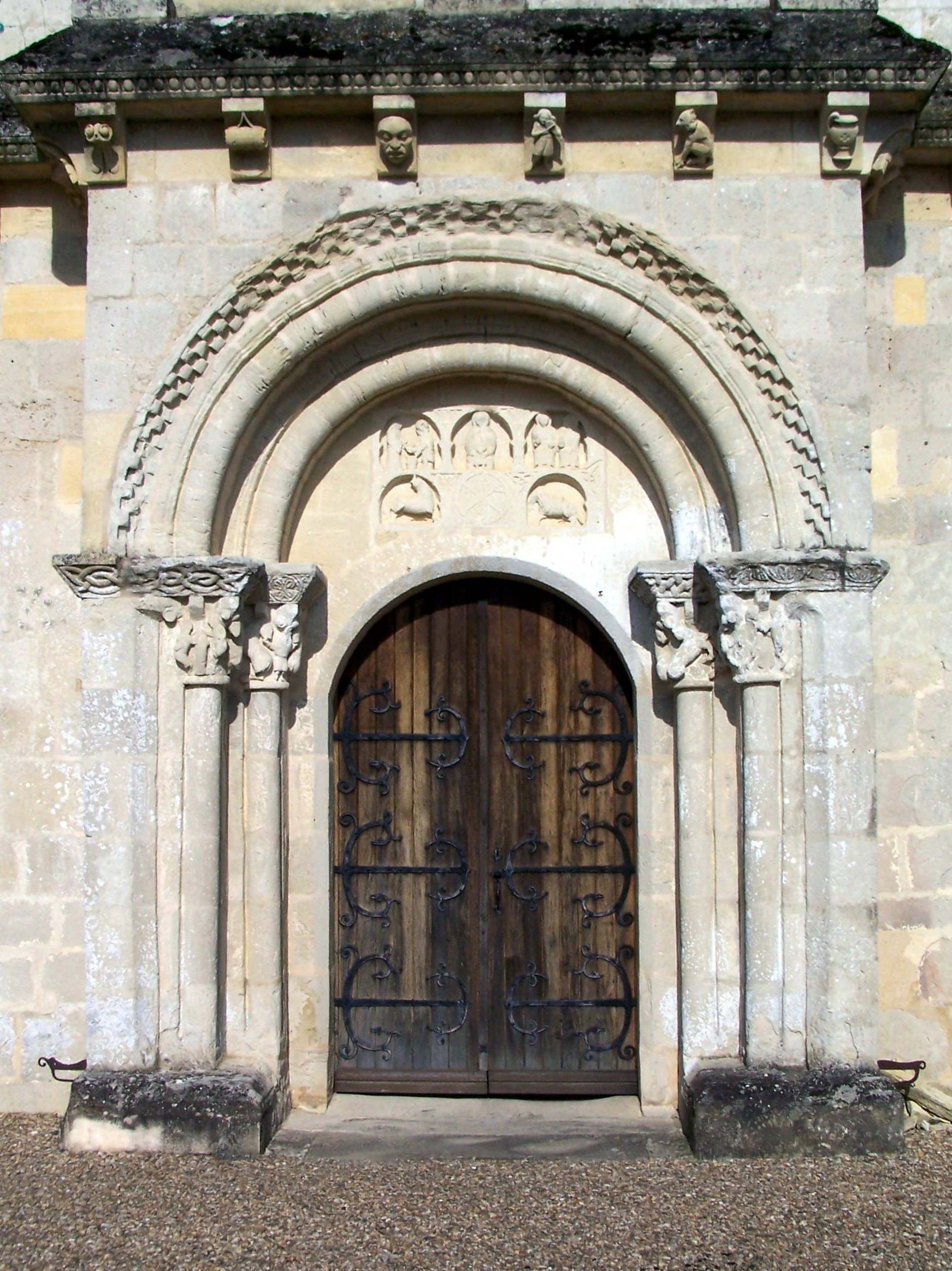
Le portail roman

L'église a été construite au XIIe siècle.
De l'église initiale, seuls, la façade, le chœur et le portail sont de l'époque romane. En 1869, un architecte bordelais a allongé l’édifice de 3 ou 4 mètres et a remplacé son clocher par une grande flèche.
Cinq fenêtres s'ouvrent dans l'abside. Les chapiteaux de l'arc triomphal qui représentent Daniel dans la fosse aux lions et la chute d'Ève, ont été refaits. La voûte en berceau plein cintre du chœur est moderne. Un arc doubleau la sépare du cul-de-four. 
La nef de trois travées bordées de bas-côtés est dans le style du XVe siècle.
La façade est de style roman. Dans son analyse de l'église, Georges Tholin indique qu'il ne savait pas ce qui restait de la façade romane d'origine après sa restauration moderne, en dehors du portail roman qui n'a pas été retouché.
La façade occidentale de l'église avec son portail roman est inscrite au titre des monuments historiques le 30 décembre 1925.

## Le portail roman
Quatre colonnettes avec chapiteaux historiés flanquent les piedroits du portail roman. Des tores correspondent à ces supports dans les archivoltes. Le sujet de Daniel dans la fosse aux lions se retrouve parmi les sculptures. 
Le  tympan  est  revêtu  de  bas-reliefs formant six compositions sur deux niveaux. Ce sont des personnages, des animaux aux formes  étranges, un  monogramme, le tout abrité sous des arcades. Il est difficile d'interpréter les sujets de ces sculptures qui ont beaucoup souffert des intempéries. L'abbé Barrère y a vu parmi ces sculptures un poisson qui était l'image symbolique de Jésus-Christ, d'après saint Augustin, ou l'image du Chrétien régénéré par le baptême d'après Tertullien dont les lettres grecques IXΘYΣ signifiaient Jésus-Christ, Fils de Dieu, Sauveur.